# Isteiner Schwellen

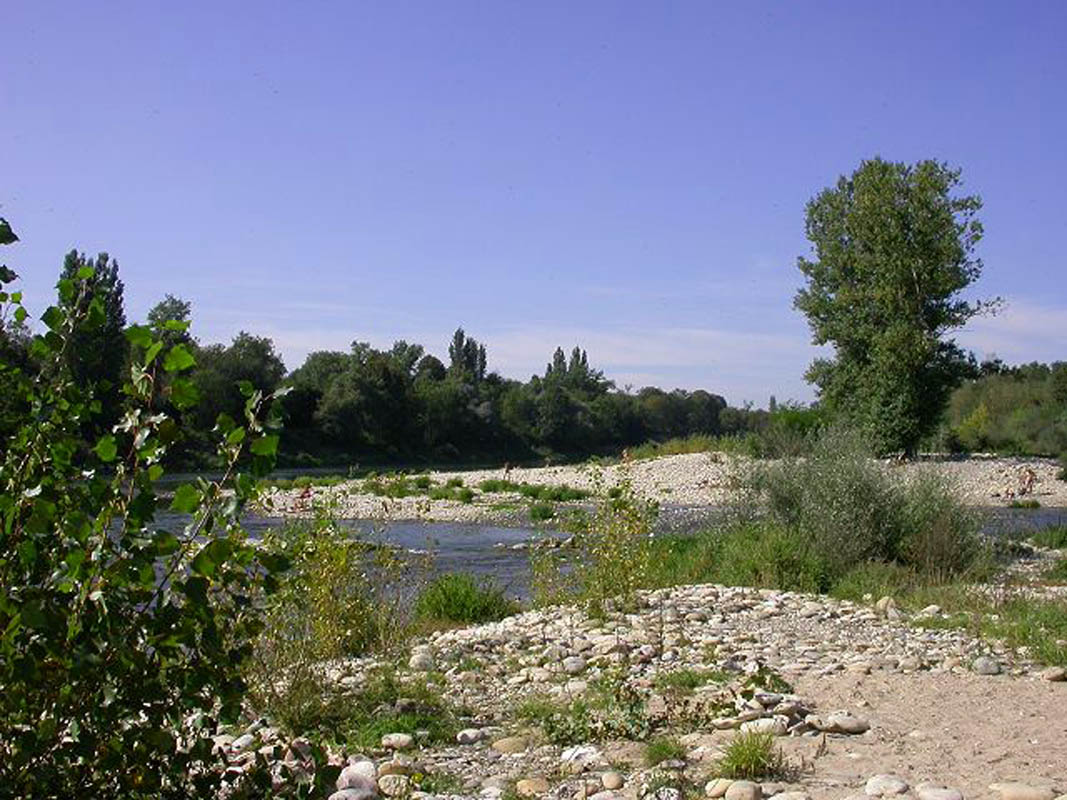
Isteiner Schwellen, in Richtung Norden

Die Isteiner Schwellen sind Stromschnellen im Oberrhein am Rheinkilometer 177 bei der südbadischen Ortschaft Istein, die zur Gemeinde Efringen-Kirchen gehören. Sie liegen parallel zu dem 1928 gebauten Rheinseitenkanal (Grand Canal d´Alsace) und wurden bis zu diesem Zeitpunkt als Wasserstraße für die Schifffahrt von Basel und nach Norden genutzt.

## Entstehung
Die „Schwellen“ sind das letzte Überbleibsel eines Jura-Massivs (Isteiner Klotz), das ursprünglich dem Rhein den Weg in Richtung Norden bzw. Süden versperrte. Aufgrund der Rheinbegradigung durch Johann Gottfried Tulla im 19. Jahrhundert wurde dieser Abschnitt schiffbar gemacht. Heute liegt der Rhein an dieser Stelle ca. 11 m tiefer (Parkplatz). Gegenüber an einer Felsnase bei der Kapelle können die früheren Hochwassermarken aus dem 19. Jahrhundert noch gut erkannt werden.
Allerdings stellte dieser Bereich des Rheines aufgrund der vielen Felsblöcke und einem Gefälle ein großes Hindernis für die Schifffahrt dar. Nach dem Versailler Vertrag und aus Gründen der Felsschwellen wurde ab 1928 der Rheinseitenkanal (französisch: Grand Canal d'Alsace) von Weil am Rhein bei Märkt bis nach Breisach gebaut. 

## Heutige Bedeutung
Die Isteiner Schwellen im Altrhein, dem eigentlichen Rhein, gelten mit ihren kleinen Sand- und Steinstränden als beliebtes Naherholungsgebiet, welches gut auf dem sich parallel zum Rhein erstreckenden Leinpfad zu erreichen ist; auch befindet sich dort einer der beliebtesten Nacktbadestrände im Dreiländereck. 
Im Rahmen des integrierten Rheinprogrammes des Landes Baden-Württemberg wurde zu Beginn des Jahres 2009 teilweise mit der Umgestaltung des die „Schwellen“ umgebenden Uferbereiches begonnen (IRP Weil-Breisach). So wurde auf der deutschen Seite des Rheinufers ein Waldstück auf einer Länge von etwa 1,2 km gerodet und ein neu angelegter, hochwasserfreier sogenannter Randweg als Fahrradweg gebaut.
Ziel war es, bis zum Jahre 2021 durch Auskiesung und Tieferlegung an vier Teilabschnitten und Herstellen eines standortgerechten Bewuchses entlang des Rheins von Märkt bis Breisach die Entwicklung naturnaher Auen zu fördern, um ein größeres Überschwemmungsgebiet herzustellen. Die Maßnahme ist noch nicht vollständig abgeschlossen. Es fehlen noch Abschnitte im Bereich Neuenburg und Hartheim (Abschnitte III und IV). Die Rückhaltung der Wassermenge durch die dadurch bedingte erhöhte Rauhigkeit in der dann überfluteten Fläche im Fluss Rhein dient der Wiederherstellung der Hochwassersicherheit des Oberrheins (HQ200) unterhalb der Staustufe Iffezheim.
Als vorgezogene Ausgleichsmaßnahme der Flächenbeanspruchung wurde 2009 eine Besucherplattform gebaut, sie kostete etwa 160.000 Euro. Für die Badenden sollte eine Warnlampe bzw. ein Warnsignal installiert werden, um auf schnell ansteigendes Wasser durch die Bedienung des Wehres Märkt durch die Electricité de France aufmerksam zu machen. Aus Umweltschutz- und technischen Gründen wurde aber darauf verzichtet. Die Plattform ist in der Bevölkerung teils umstritten, sie greife zu massiv in das natürliche Landschaftsbild ein, ist teils aber auch ein beliebtes Ausflugsziel,. Mittlerweile wurde aber eine zweite Plattform für den Kurort Bad Bellingen und in Neuenburg gebaut.

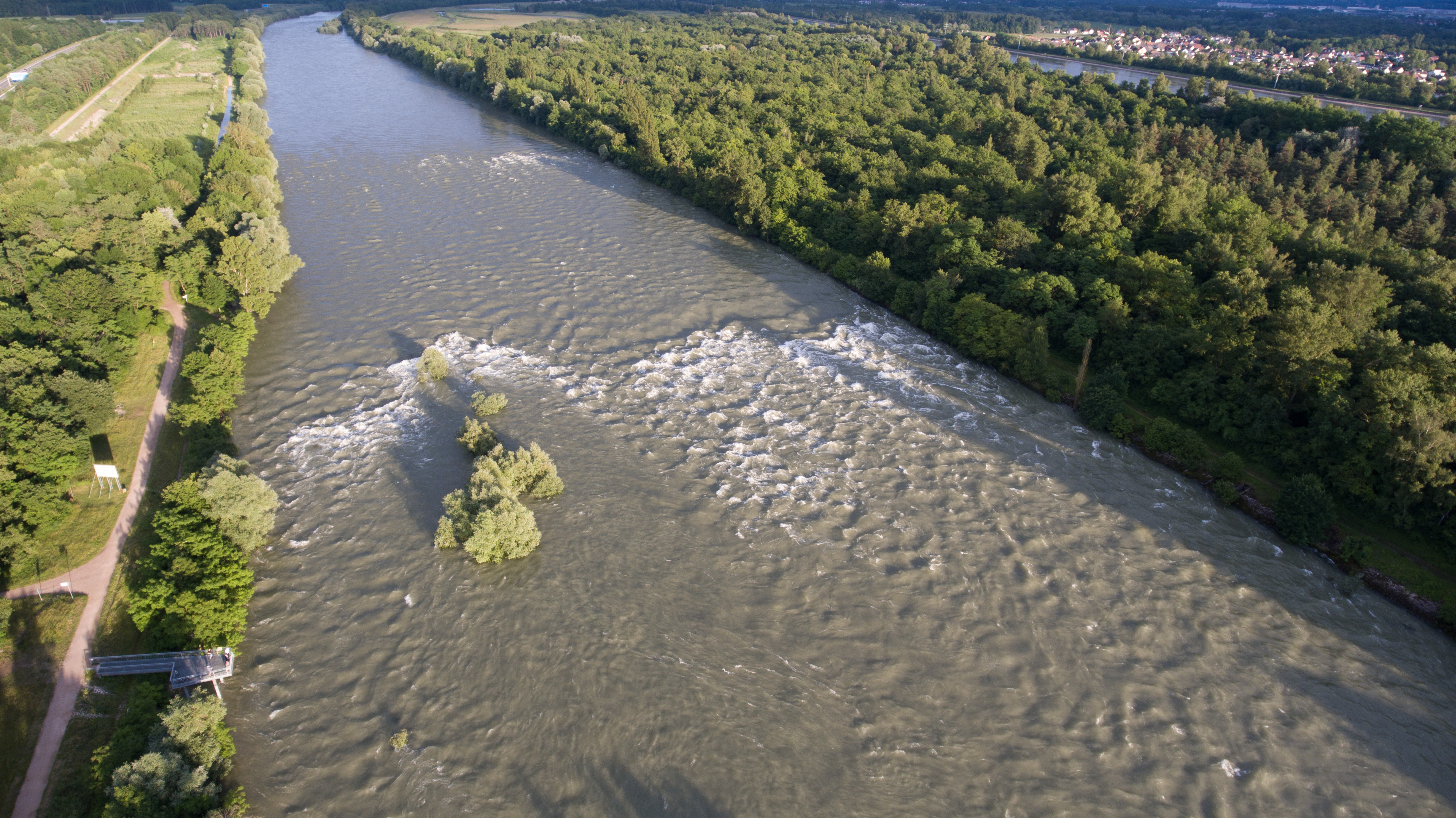
Luftaufnahme bei Hochwasser

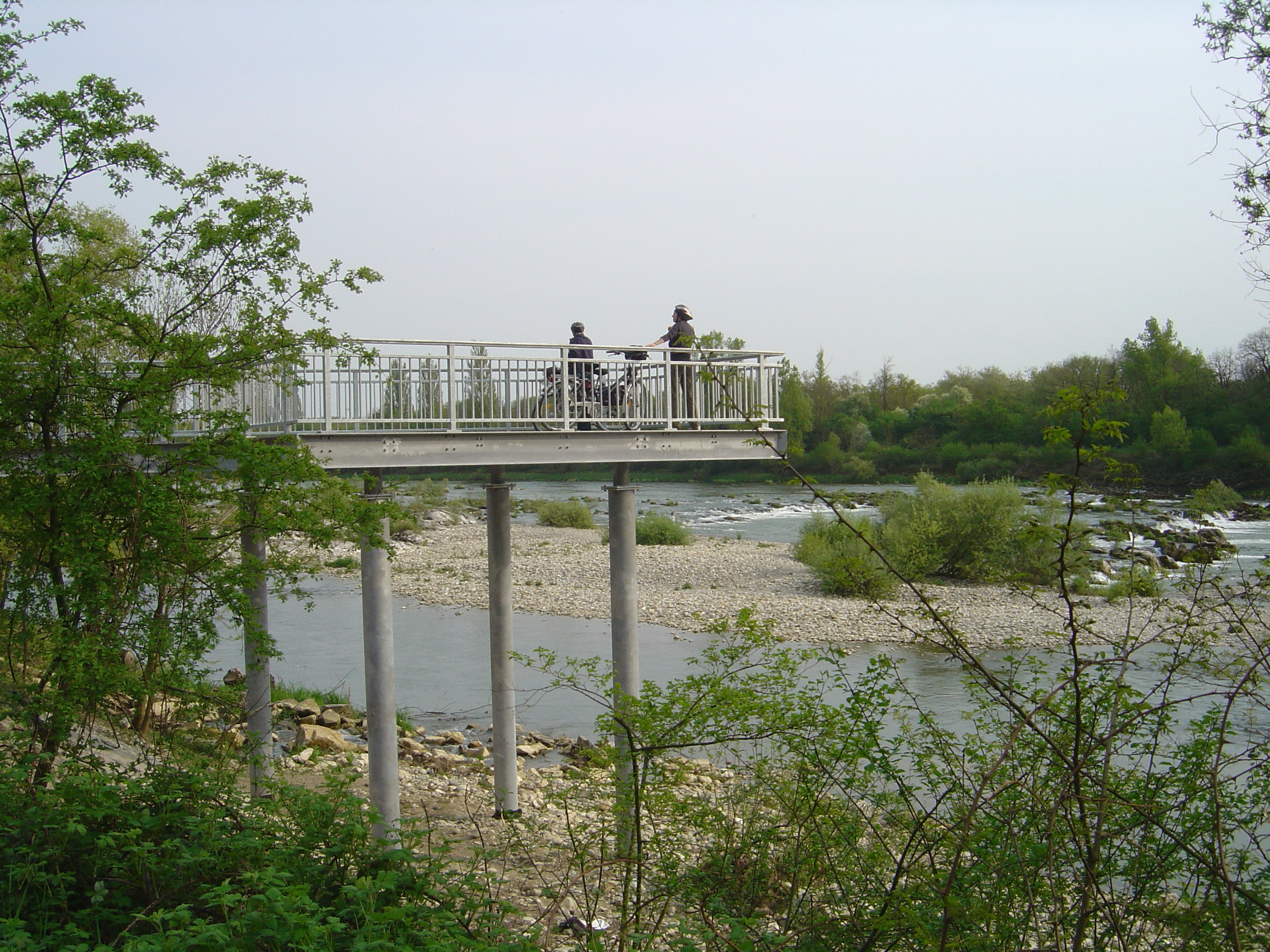
Besucherplattform im April 2009